# 赭蛺蝶屬
赭蛺蝶屬（學名：Antanartia）是蛺蝶亞科蛺蝶族中的一個屬，物種分佈於非洲熱帶區。

## 分類
- 波赭蛺蝶 A. borbonica
- 赭蛺蝶 A. delius
- 二型赭蛺蝶 A. dimorphica
- 弧紅赭蛺蝶 A. hippomene
- 紗赭蛺蝶 A. schaenia